# Madeon
Madeon, pseudonimo di Hugo Pierre Leclercq (Nantes, 30 maggio 1994), è un disc jockey e produttore discografico francese.

## Biografia
La sua prima pubblicazione avvenne all'età di 15 anni, ovvero il brano Gold. Successivamente realizzò due remix di due rispettivi brani, ovvero Smile Like You Mean It dei The Killers e  DJ degli Alphabeat. Sono susseguiti i suoi brano For You e Shuriken, pubblicato gratuitamente attraverso il proprio sito ufficiale. Il vero successo però arrivò quando vinse il contest per realizzare il remix del singolo Island dei Pendulum, dove spopolò per le sue incredibili qualità di produttore. Da lì a poco ha remixato Que Veux Tu di Yelle, apparendo in numerosi concerti della stessa artista, a cui è seguito un video ufficiale.
A maggio 2011 pubblicò il remix di Raise Your Weapon di Deadmau5, trasmesso in anteprima mondiale su BBC Radio 1.
Molti lo conoscono anche per il suo immenso mashup, Pop Culture, che unisce 39 canzoni in 3 minuti. Il tutto è stato eseguito dal vivo con Ableton Live e un Novation Launchpad.
Nel febbraio 2012 esce in vendita il singolo Icarus, che raggiunge le prime posizioni nella classifica di Beatport e debutta in 15ª posizione nella UK Chart Update. Ad inizio aprile esce il suo remix della canzone di Martin Solveig The Night Out, mentre nel luglio dello stesso anno pubblica il singolo Finale, cantato da Nicholas Petricca degli Walk the Moon ed impiegato successivamente come tema principale di PlayStation All-Stars Battle Royale, picchiaduro per PlayStation 3 e PlayStation Vita. Il 5 ottobre 2012 pubblica l'EP The City, contenente le due versioni dell'omonimo brano e tre remix dei precedenti due singoli. Produce per Ellie Goulding "Stay Awake" e la rilascia sul proprio account SoundCloud. Sempre nel 2012 Madeon entra nella classifica annuale stilata da DJ Magazine alla posizione 54. Nel 2013 si è occupato della produzione del terzo album in studio della cantante Lady Gaga, intitolato Artpop, producendo "Mary Jane Holland" e "Gypsy".
A novembre 2013 Madeon annuncia di essere al lavoro al suo album di debutto, mentre nel febbraio 2014 ha reso disponibile per il download gratuito il brano Cut the Kid, prodotto due anni prima ma fino ad allora mai pubblicato.
Il 17 ottobre 2014 ha pubblicato il nuovo singolo Imperium, inserito nella colonna sonora del videogioco FIFA 15 e che farà da apripista all'imminente album di debutto. Intitolato Adventure, l'album è stato pubblicato il 27 marzo 2015 ed è stato anticipato da altri due singoli, You're On e Pay No Mind.
L'11 agosto 2016, in collaborazione con il e produttore Porter Robinson, ha pubblicato il singolo Shelter, promosso nell'autunno dello stesso anno dal relativo Shelter Live Tour.
Il 13 novembre 2017 Madeon ha annunciato di essere al lavoro sul secondo album in studio, aggiungendo che potrebbe uscire nel 2018.

## Stile musicale
Il suo stile è influenzato da generi come la french house e la nu-disco. Il giovane artista si sente particolarmente legato al french house, specialmente si trova in sintonia con DJ di grandissimo successo, come i Daft Punk, da cui prende spesso la canzone Around the World. Infatti, come egli stesso ha dichiarato, "I Daft Punk sono un po' i miei mentori e maestri; i loro beat sono fantastici, soprattutto in alcune canzoni di cui vado matto! Io praticamente metto poi quei beat in tutto quello che faccio!". Si sente anche molto legato all'artista Martin Solveig e ai Justice, anch'essi francesi.

## Discografia

### Album in studio
- 2015 – Adventure
- 2019 – Good Faith

### Extended play
- 2012 – The City
- 2013 – Japan Only EP

### Singoli
- 2012 – Icarus
- 2012 – Finale (con Nicholas Petricca)
- 2012 – The City (con Zak Waters e Cass Lowe)
- 2013 – Technicolor
- 2014 – Imperium
- 2015 – You're On (con Kyan)
- 2015 – Pay No Mind (con Passion Pit)
- 2016 – Shelter (con Porter Robinson)

### Remix
- 2010 – The Killers - Smile Like You Mean It
- 2010 – Alphabeat - DJ
- 2010 – David Latour - Friday Night
- 2010 – Pendulum - The Island
- 2011 – Yelle - Que veux-tu
- 2011 – Deadmau5 - Raise Your Weapon
- 2011 – Blur - Song 2
- 2012 – Martin Solveig - The Night Out

### Mash-up
- 2011 – Pop Culture (Live Mash-up)
- 2011 – Wolfgang Gartner - Anthology (Madeon Mash-up)
- 2012 – Minimix (Mash-up)
- 2013 – Live Triple J Mix

### Produzioni
- 2011 – Glenn Morrison - Tokyo Cries (Discotheque Remix)[3]
- 2012 – Picture Book - Sunshine[4]
- 2012 – Ellie Goulding - Stay Awake[5]
- 2013 – Muse - Panic Station (Alternate Version Mixed by Madeon) (erroneamente indicato come remix)[6]
- 2013 – Lady Gaga - Gypsy[7]
- 2013 – Lady Gaga - Mary Jane Holland[8]